# Ciglenečki
Ciglenečki je redkejši priimek v Sloveniji, ki ga je po podatkih Statističnega urada Republike Slovenije na dan 31. decembra 2008 uporabljalo 20 oseb.
- Iza Ciglenečki, zdravnica, humanitarna delavka v Afriki
- Jan Ciglenečki (*1980), filozof, raziskovalec Koptov in Bližnjega vzhoda, prevajalec ...
- Jelka Ciglenečki, literarna kritičarka, urednica, prevajalka
- Jože Ciglenečki  (1924-2014), metalurg, tehnolog (TAM)
- Ladislav Ciglenečki, fotograf
- Marjeta Ciglenečki, (*1954), umetnostna zgodovinarka in muzealka
- Robert Ciglenečki (*1974), hokejist
- Slavko Ciglenečki (*1949), arheolog
- Živa Ciglenečki (*1984), violinistka